# 陰部神経刺鍼法
陰部神経刺鍼法とは、鍼師が選択的に陰部神経を鍼刺激する際に用いる用語である。陰部神経刺鍼法を実施する部位を陰部神経刺鍼点という。

## 解説
鍼を用いて陰部神経に刺激を与え陰部神経の興奮もしくは抑制効果を期待するもので、鍼を用いたニューロモデュレーションの一つである。これまで陰部神経刺鍼法により「陰部神経痛」、「慢性骨盤痛症候群」による会陰部痛の軽減、「脊柱管狭窄症による間欠跛行」の改善に陰部神経への鍼刺激が有効である旨の報告がある。
陰部神経刺鍼を行うには、陰部神経刺鍼点を用いる。陰部神経刺鍼点の取り方は2種類ある。1.「上後腸骨棘の中央と坐骨結節下端内側を結ぶ線上で、上後腸骨棘から下方へ50から60%の領域(仙棘靭帯上の陰部神経)にとる。2.「上後腸骨棘の中央と坐骨結節下端内側を結ぶ線上と、仙骨孔（角）を外方の線との交点にとる」である。鍼は、長さ90mm・φ0.3mmを用いる。鍼を体表面に直刺(90°)にて刺入し、大臀筋を通過し、仙結節靭帯を貫いたところで陰部神経支配領域である肛門部・陰茎部(男性では陰茎背神経、女性は陰核背神経)のいずれかに得気(響き)を確認する。陰部神経刺鍼点の取り方に従って鍼を刺入した際、陰部神経支配領域に得気がなく、下腿後面に響きがある場合は、後大腿皮神経への鍼刺激となっている（後大腿皮神経は陰部神経の外方に位置する）。その際は、鍼が陰部神経の外方に位置しているので、鍼の刺入方向を正中寄りに修正する必要がある。